# Lymantria grisescens
Lymantria grisescens är en fjärilsart som beskrevs av Otto Staudinger 1887. Lymantria grisescens ingår i släktet Lymantria och familjen tofsspinnare. Inga underarter finns listade i Catalogue of Life.